# Cementerio Pal Pito
Cementerio Pal Pito, también estilizada como Cementerio Pal' Pito y Cementerio Pa'l Pito, es una película chilena protagonizada por los comediantes Paul Vásquez y Mauricio Medina, integrantes de la dupla humorística Dinamita Show. Fue producida por A.G. Producciones y lanzada en formato VHS el 26 de febrero de 1991.
Su título es una parodia al filme estadounidense Cementerio Maldito estrenado en 1989, aunque el guion no tiene relación alguna.

## Argumento
El Flaco (Paul Vásquez) y El Indio (Mauricio Medina) consiguen trabajo en un cementerio de Viña del Mar, pero una serie de problemas los lleva a ser rápidamente despedidos. Sentados en una playa lamentando el despido, ambos deciden juntar dinero contando chistes en las calles de Viña del Mar. Desde ahí la película muestra una rutina grabada en vivo en una galería comercial de la ciudad, únicamente interrumpida por una serie de gags grabados en distintos lugares del centro.

## Producción
Cementerio Pal Pito está grabada íntegramente en Viña del Mar. Entre los lugares donde transcurre la película están el Cementerio Santa Inés, la Playa del Casino en el borde del Estero Marga Marga, las galerías comerciales de la calle Valparaíso y el Portal Álamos.

## Secuelas
A pesar de no haber sido estrenada en cines, sino distribuida íntegramente en videoclubs, Cementerio Pal Pito fue un éxito y motivó la creación de nueve secuelas, aunque sus respectivos guiones no tengan relación entre sí.
- Cementerio Pal Pito 2: El Hueso Final (1992)
- Cementerio Pal Pito 3: Duros de Separar (1993)
- Cementerio Pal Pito 4: El humor está de moda (1995)
- Cementerio Pal' Pito 5: El humor es más fuerte (1995)
- Cementerio Pal Pito Forever (1996)
- Cementerio Pal Pito 6: La saga continúa (1996)
- Cementerio Pal Pito 7: Lo que nunca se vio (1997)
- Cementerio Pal Pito 8: La resurrección del milenio (1999)
- Cementerio Pal Pito 9: The Matriz Recagados (2003)

## Reparto
- Paul Vásquez como El Flaco
- Mauricio Medina como El Indio